# Boyd Devereaux
Boyd Fletcher Devereaux (* 16. April 1978 in Seaforth, Ontario) ist ein ehemaliger kanadischer Eishockeyspieler, der im Verlauf seiner aktiven Karriere zwischen 1995 und 2010 unter anderem 654 Spiele für die Edmonton Oilers, Detroit Red Wings, Phoenix Coyotes und Toronto Maple Leafs in der National Hockey League auf der Position des Centers bestritten hat. Seinen größten Karriereerfolg feierte Deveraux in Diensten der Detroit Red Wings mit dem Gewinn des Stanley Cups im Jahr 2002.

## Karriere
Der 1,88 m große Center begann seine Karriere bei den Kitchener Rangers in der kanadischen Juniorenliga Ontario Hockey League, bevor er beim NHL Entry Draft 1996 als Sechster in der ersten Runde von den Edmonton Oilers ausgewählt (gedraftet) wurde.
Während seiner Zeit in Edmonton wurde der Linksschütze auch immer wieder beim Oliers Farmteam, den Hamilton Bulldogs, in der AHL eingesetzt, erst in seiner letzten und bis dato auch stärksten Saison 1999/00 gehörte der Kanadier dauerhaft zum Stammkader der Oilers. Nach dieser Spielzeit wechselte Devereaux zu den Detroit Red Wings, für die er vier Jahre lang auf dem Eis stand und mit denen er 2002 den Stanley Cup gewinnen konnte.
Nach dem Lockout 2004/05 wechselte Devereaux zu den Phoenix Coyotes, über die er schließlich zur Saison 2006/07 zu den Toronto Maple Leafs gelangte. Dort verlor er nach der Spielzeit 2007/08 seinen Stammplatz und wurde zum Farmteam Toronto Marlies in die American Hockey League geschickt. Nach der Spielzeit 2009/10, die der Kanadier beim HC Lugano in der National League A verbracht hatte, beendete er seine aktive Laufbahn.

### International
Mit der kanadischen U20-Nationalmannschaft gewann Boyd Devereaux bei der Junioren-Weltmeisterschaft 1997 die Goldmedaille, er selbst schoss während des Turniers vier Tore, eins davon im Halbfinale gegen Russland.

## Erfolge und Auszeichnungen
- 1996 Bobby Smith Trophy
- 1996 CHL Scholastic Player of the Year
- 2002 Stanley-Cup-Gewinn mit den Detroit Red Wings

### International
- 1997 Goldmedaille bei der Junioren-Weltmeisterschaft

## Karrierestatistik

### International
Vertrat Kanada bei:
- Junioren-Weltmeisterschaft 1997

(Legende zur Spielerstatistik: Sp oder GP = absolvierte Spiele; T oder G = erzielte Tore; V oder A = erzielte Assists; Pkt oder Pts = erzielte Scorerpunkte; SM oder PIM = erhaltene Strafminuten; +/− = Plus/Minus-Bilanz; PP = erzielte Überzahltore; SH = erzielte Unterzahltore; GW = erzielte Siegtore; 1 Play-downs/Relegation; Kursiv: Statistik nicht vollständig)